# Americus (Geórgia)
Americus é uma cidade localizada no estado americano de Geórgia, no Condado de Sumter.

## Demografia
Segundo o censo americano de 2000, a sua população era de 17.013 habitantes.
Em 2006, foi estimada uma população de 16.514, um decréscimo de 499 (-2.9%).

## Geografia
De acordo com o United States Census Bureau tem uma área de 
27,6 km², dos quais 27,1 km² cobertos por terra e 0,5 km² cobertos por água. Americus localiza-se a aproximadamente 133 m acima do nível do mar.

## Localidades na vizinhança
O diagrama seguinte representa as localidades num raio de 20 km ao redor de Americus. 